# Lubuk Bondar Panjang
Lubuk Bondar Panjang is een bestuurslaag in het regentschap Mandailing Natal van de provincie Noord-Sumatra, Indonesië. Lubuk Bondar Panjang telt 310 inwoners (volkstelling 2010).